# Toftegårds Plads
Toftegårds Plads er en plads i Valby i København 150 meter syd for Valby Station ved Vigerslev Allé, der deler pladsen i en nordlig del − med skulpturer af Jens-Flemming Sørensen indrammet af bøgehække og lindetræer − og sydlig tom del hvor der er planer om at opføre et nyt bibliotek til åbning i 2025.
Pladsen er Københavns næststørste og blev dannet i 1926 i forbindelse med anlægget af en sporvognssløjfe på hjørnet af Vigerslev Alle og Toftegårds Alle. Den blev anvendt som knudepunkt for sporvogne og busser, men pladsen fik først sin nuværende størrelse, da man i 1979 rev de bygninger ned, der hidtil havde tilhørt Stellings Lak- og Farvefabrik og før den Kuhles Kulsyre- og Lakfabrik syd for Vigerslev Alle. 
Siden 1998 har pladsen ikke været anvendt som trafikplads; dog standser flere af Movias buslinjer stadig ved pladsen. Københavns Kommune udskrev i 2010 en arkitektkonkurrence om en omdannelse af pladsen, men denne er endnu ikke realiseret (2022).
Johannes Møllehave har beskrevet sine genvordigheder som busbillettør i myldretiden på Toftegårds Plads i teksten "Min karriere som busbillettør".
| - Toftegårds Plads - Vigerslev Allé - Toftegårds Plads 1935 - Toftegårds Plads med tre tyske soldater i 1944 under 2. verdenskrig - Toftegårds Plads i 1943 med vendesløjfe for sporvogne og rundkørsel til biler i krydset mellem Vigerslev Alle og Toftegårds Alle - Movias hovedkvarter på den sydlige, indtil videre tomme del af Toftegårds Plads, juni 2015 - Marked på den sydlige del af pladsen med Movias hovedkvarter til venstre, juli 2017 |

| - Linje 10 og 16 sporvogne på Toftegårds Plads i 1968 - Toftegaards Plads (endestation), oktober 1968. Med synlig pølsevogn - Toftegaards Plads / Vigerslev Alle, august 1968 - Vigerslev Allé / Toftegaards Plads, august 1968 - Vigerslev Allé / Toftegaards Plads, august 1968 - Toftegaards Plads, august 1968 |

| - Jens-Flemming Sørensens skulpturer fra 1982 på nordsiden af Toftegårds Plads                                                                      |
| Jens-Flemming Sørensens skulpturer fra 1982, på nordsiden af Toftegårds Plads med Henrik Nordbrandts digt om krig og kærlighed udhugget på stenene. |